# アカー (NPO)
特定非営利活動法人アカー（アカー、OCCUR）は、東京都中野区に所在する特定非営利活動法人。旧名称は動くゲイとレズビアンの会。性的少数者の抱える問題、HIV・エイズに関する社会問題の改善を行うことを目的とする。東京都青年の家事件の原告として知られる。

## 概要・沿革
1980年代半ば、ゲイ雑誌を通じて仲間を集め、さまざまなチームやサークルを作るのが同性愛者たちの間で流行っていた。東京のサークルのリーダーをしていた新美広は1985年に伊藤悟と出会った。新美は伊藤に「ゲイが差別される世の中がおかしいんだ」「ゲイについての本を出したい」と訴え、伊藤とともに同年8月から同性愛者向けのハンドブックの編集作業を始めた。1986年3月、「プロジェクトG」名義で『オトコノコのためのボーイフレンド』が少年社から出版された。
1986年3月3日、新美ら5人の若者は同性愛者の支援を行うグループを設立した。1965年生まれの新美を除き、ほとんどが高校生だった。名前は「動くゲイとレズビアンの会」。英文表記は「Japan Association for the Lesbian & Gay Movement」とされた。事情でグループ宛ての封筒などに「ゲイ」「レズビアン」という言葉を書けない者がいることを考え、「アカー（OCCUR）」という通称名も用いた。通称名は「同性愛者にとってなにか新しい変化が起こるという願いをこめて」付けられた。
同年夏、アカーはゲイ・マガジンに、中野サンプラザで10代から20代の若い同性愛者の話し合いの場を設ける旨の告知をした。会合は、新宿二丁目など繁華街の存在を知らない、または嫌悪する同性愛者に訴えかける有効な手段だった。記事を読んだ高校3年生の永田雅司は8月末、会場に行き、新美と出会った。アカーは新宿区四谷にあるIGA日本の事務所をしばらく間借りしていたが、1987年3月、永田が高校を卒業した翌日、彼らは四谷のアパートを出て、中野区のアパートへ自前の事務所を移した。
1987年7月、教員採用試験の一次試験を終えた神田政典は、家に帰るとすぐに『アドン』をめくり、ゲイ・サークルの紹介が載ってないか探した。そこでアカーが翻訳ボランティアを募集していることを知り、翌日、事務所を訪ねた。新美と永田はヨーロッパで行われた同性愛者の国際団体による会議の議事録の翻訳を依頼した。以後、何回にもわたって神田は関係書類の翻訳を行った。
1988年、永易至文がアカーに加入。同年から1989年にかけて永野靖が加入。1989年2月頃、風間孝が加入。アカーの代表は永田が務めた。

### 東京都青年の家事件
1991年2月12日、府中青年の家の使用不承認をめぐり、東京都に対し損害賠償を求める訴訟を提起。メンバーのうち、永田、風間、神田の3人が原告を務めた。
同年5月、『広辞苑』が第三版で「同性愛」を「同性を愛し、同性に性欲を感ずる異常性欲の一種」と定義していることに関し抗議。版元の岩波書店に「同性愛を異常性欲とする根拠は何か」と申し入れを行った。同年7月、編集部は「編者をまじえて検討した結果、問題ある記述との認識に達し、次回の刷りより改めたい」と回答した。その結果、同年11月刊行の第四版から「同性の者を性的愛情の対象とすること。また、その関係」との記述に変更された。
1992年8月、『ゲイ・リポート―coming out! 同性愛者は公言する』（飛鳥新社）を出版した。
1999年12月2日、東京都より特定非営利活動法人の認証を受けた。
2009年2月、永易は行政書士の立場から『同性パートナー生活読本―同居・税金・保険から介護・死別・相続まで』（緑風出版）を出版。2022年には概説書『「LGBT」ヒストリー ―そうだったのか、現代日本の性的マイノリティー』を著した。
2010年3月、風間とメンバーの河口和也は共著で『同性愛と異性愛』（岩波新書）を出版。
2018年10月30日、名称を「特定非営利活動法人アカー」に変更（11月6日に登記）。現在の代表理事は新美広。
2020年、同性婚の合憲性を問う集団訴訟（「結婚の自由をすべての人に」訴訟）において、風間は原告側の主張を支持する立場の意見書を赤枝香奈子との連名で裁判所に提出。「同性愛を病理と見なす異性愛規範は1990年代に日本の精神医学そして府中青年の家裁判判決において明確に否定された」と述べた。河口も同年に意見書を提出し、2021年から2023年にかけて出された複数の違憲判決に寄与した。